# Davy Jones (zanger)
Davy Jones (4 mei 1944) werd geboren in het Caribisch gebied en verhuisde op jonge leeftijd naar Montreal in Canada. Vervolgens vertrok de familie Jones naar New York. Jones zong op dat moment al in gospelkoren. Door een ongeval van zijn vader kreeg de familie een aanzienlijke financiële uitkering en verhuisde eind jaren vijftig naar Groot-Brittannië.
In 1959 werd Jones opgemerkt door Bill Shepherd van de BBC-Singers en kreeg een platencontract bij het Pye-label. In de jaren erna werd een aantal singles uitgebracht met orkest. Davy zong geregeld met diverse beatbands in clubs in Liverpool en waarbij hij in 1962 een paar maal werd begeleid door de nog jonge en onbekende Beatles in de Cavern Club.
Jones deed ook optredens in andere Europese landen en werd vooral actief in Duitsland. Ook hier maakte hij een paar singles en een live-album.

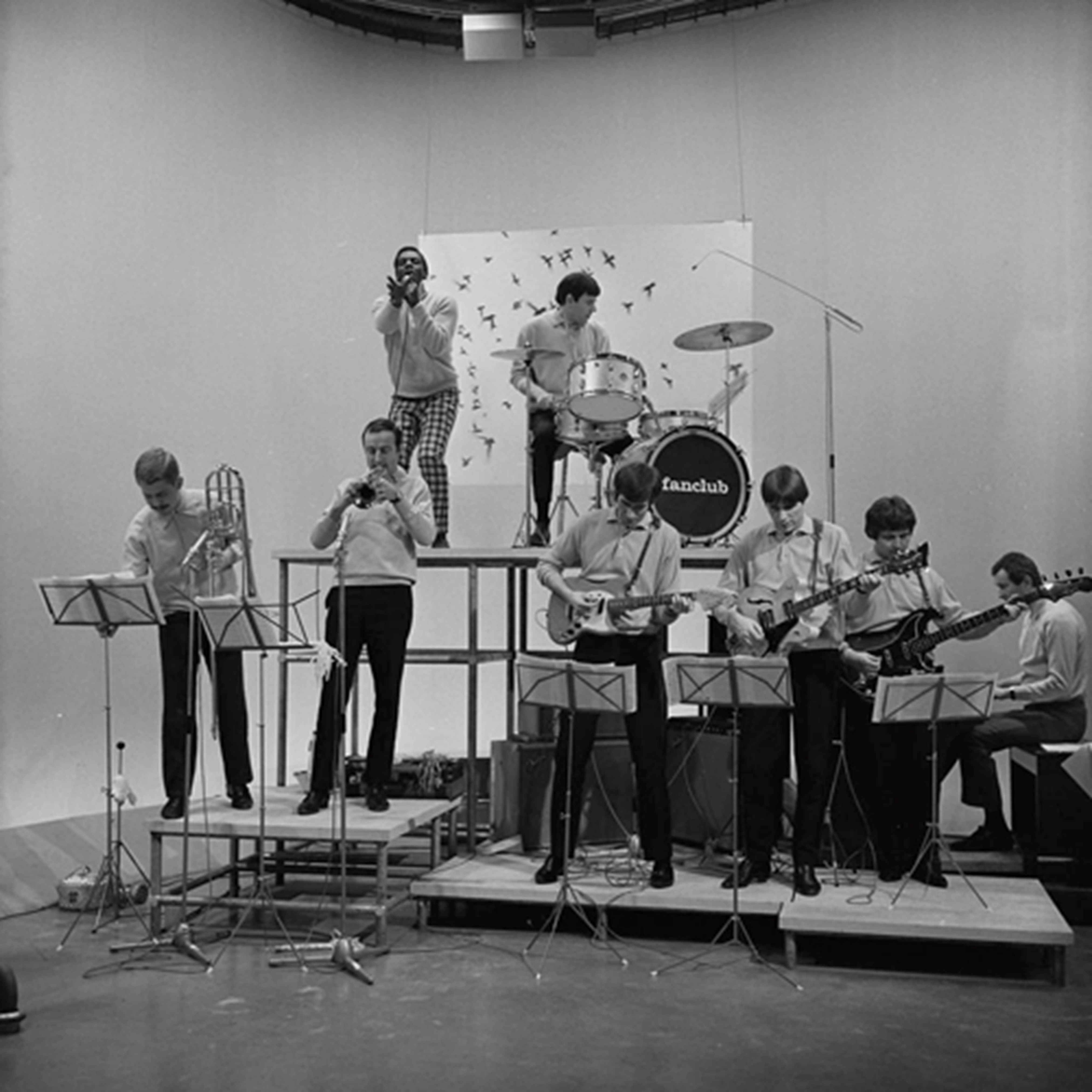
Davy Jones zingt In the midnight hour (Fanclub, 1966)

In 1966 streek Jones neer in Amsterdam. John van Setten (manager van The Outsiders) werd zijn manager en Jones mocht een aantal singles opnemen op het Relax-label. Zijn eerste single Go Your Way voor Relax is een cover van Bob Dylan. De plaat bereikte een 33e plaats in de Veronica Top 40, maar de notering zou gekocht zijn doordat Van Setten platen opkocht.
Jones kreeg aandacht in de media van kranten en ook tv, maar succes bleef uit. In die tijd nam hij een live-album op dat werd opgenomen in de Lucky Star in Amsterdam. Bij optredens en op zijn platen werd Jones onder meer begeleid door de band The Clungels. Later ging hij verder met de Nederlandse band Pocomania en maakten zij samen nog een paar singles die niets deden.
Jones trouwde met een Nederlandse vrouw en kreeg problemen, omdat hij niet over een geldig paspoort beschikte.
Het Relax-label stopte in 1968 met het uitbrengen van platen van Jones en hij dook op in Frankrijk, waar hij later naartoe verhuisde. Daar maakte hij nog verschillende platen voor Ju Ju Records, het privélabel van Janko Nilovic, die werden gedistribueerd door het Franse platenlabel Barclay. Daarna werd het stil rondom de soulzanger.